# Masters de Indian Wells 1984
El 1984 Congoleum Classic fue la 9.ª edición del Abierto de Indian Wells, un torneo del circuito ATP. Se llevó a cabo en las canchas duras de La Quinta (California), en California (Estados Unidos), entre el 13 de febrero y el ¿? de ese año.

## Ganadores

### Individual masculino
Jimmy Connors venció a  Yannick Noah, 6–2, 6–7, 6–3

### Dobles masculino
Bernard Mitton /  Butch Walts vencieron a  Scott Davis /  Ferdi Taygan, 5–7, 6–3, 6–2